# Denzell García
Denzell García (Ahome, Sinaloa; 15 de agosto de 2003) es un futbolista mexicano que juega como mediocampista defensivo y su equipo actual es el Fútbol Club Juárez de la Primera División de México.

## Inicios
Por un breve paso por las inferiores del equipo de Cruz Azul en el 2018, este solo estaría ese año para después llegar a las básicas de los Bravos de Juárez.

### Fútbol Club Juárez
Con el equipo fronterizo tendría solo participación en las básicas del equipo. El 9 de abril del 2022 debuta en primera división frente al América.